# Aleksej Konstantinovitsj Zagoeljaev
Aleksej Konstantinovitsj Zagoeljaev, (Russisch: Алексей Констанович Загуляев, ook gespeld als Zagulyaev en vaak foutief als Zagulajev) (Melekesse, 6 oktober 1924 - Sint-Petersburg, 24 mei 2007) was een Russische entomoloog, gespecialiseerd in vlinders.

## Biografie
Zagoeljaev werd geboren op 6 oktober 1924 in Melekesse, sinds 1972 Dimitrovgrad geheten. Zijn vader gaf les in biologie en scheikunde aan de landbouwschool en de pedagogische academie, zijn moeder gaf les in biologie aan een middelbare school. Hij was vroeg geïnteresseerd in de biologie, en ondernam in zijn jeugd samen met vrienden excursies naar nabijgelegen natuurgebieden, waar allerlei dieren werden geobserveerd. Verzameld materiaal doneerden ze aan een plaatselijk natuurhistorisch museum. In zijn schooltijd kwam hij in contact met de entomoloog Aleksandr Ljoebisjtsjev die hem inspireerde om zich te verdiepen in insecten, en met name vlinders. In 1939 nam Zagoeljaev met een collectie insecten deel aan de tentoonstelling in de voorloper van de VDNCh. Zijn collectie omvatte 400 soorten insecten uit de Oblast Oeljanovsk. In de herfst van 1940 richtte hij een vereniging voor jonge biologen op met als doel de studie van de biologie, de acclimatisatie, en de grootschalige kweek van de Chinese zijdevlinder maar dit werk moest als gevolg van de Tweede Wereldoorlog onderbroken worden.
Na het afronden van zijn schoolopleiding in 1942 werd hij cadet bij een militaire school van het Rode Leger die zich specialiseerde in chemische wapens. Het volgend jaar werd hij naar het front gestuurd, met de rang van tweede luitenant. Hij vocht in Oekraïne, Oostenrijk en Hongarije. Voor zijn verdiensten tijdens de oorlog ontving hij diverse medailles. In 1945 verliet hij het rode leger.
In 1946 begon hij aan een studie aan de biologiefaculteit van de Staatsuniversiteit van Moskou. Hier ontmoette hij Nikolaj Plavilsjtsjikov en Sergej Tsjetverikov, twee vooraanstaande Russische biologen die van invloed waren op zijn latere wetenschappelijke werk. Hij verdedigde in 1951 zijn afstudeerproject over de taxonomie en ecologie van motten die wol en vacht beschadigen. Daarna ging hij aan de slag bij het zoölogisch instituut van de Russische Academie van Wetenschappen waar hij onderzoek deed naar echte motten. In 1954 behaalde hij de graad van kandidaat der wetenschappen met een proefschrift over de palearctische motten uit de onderfamilie Tineinae. Hij bleef voor een periode van meer dan vijftig jaar verbonden aan het zoölogisch instituut. In die periode maakte hij de nodige wetenschappelijke reizen door Europa en Azië waarop hij materiaal verzamelde voor het zoölogisch instituut, maar zijn favoriete gebied was toch wel de Kaukasus. Aan het instituut begon hij als laboratoriumassistent maar in 1986 was hij opgeklommen tot hoofdonderzoeker. Hij behaalde in 1975 de graad "doktor naoek"; in 1991 volgde een benoeming tot hoogleraar. In de periode van vijftig jaar is hij uitgegroeid tot een van de voornaamste deskundigen op het gebied van vlinders in zowel Rusland als daarbuiten.
Zijn voornaamste interesse ging altijd uit naar de echte motten maar hij deed ook onderzoek naar andere vlinderfamilies. In totaal heeft hij meer dan tweehonderd nieuwe namen van geslachten en soorten gepubliceerd.
Uiteindelijk ging hij in 2005 met pensioen. Op 24 mei 2007 overleed hij.

## Publicaties (niet compleet)
- (en) Zagulajev, A.K. (1955). Genus Monopis Hb. (Lepidoptera. Tineidae) and its New Species. Trudy. Inst. Akad. Nauk SSSR 21: 278-291.
- (ru) Zagulajev, A.K. (1958). Fur- and Wool-damaging Moths and their control. 194 pp., 64 figs. Acad. Sci. USSR, Moscow, Leningrad.
- (ru) Zagulajev, A.K. (1960). Tineidae; part III - subfamily Tineinae. Fauna of the USSR: 1-267, 231 figs, 3 pis. [Vertaling, 1975. New Delhi.]
- (ru) Zagulajev, A.K. (1972). Tineid moths from the Mongolian People's Republic. Insects Mongolia 1 : 681-686, 1 fig.
- (ru) Zagulajev, A.K. (1975). Tineid moths from the Mongolian People's Republic. II. Insects Mongolia 3: 337-341, 5 figs.
- (ru) Zagulajev, A.K. (1992). New species of moths (Lepidoptera: Psychidae, Alucitidae) from Crimea and Caucasus. Proceedings of the Zoological Institute, St. Petersburg 248: 18-30.
- (en) Zagulajev, A.K. (1997). New and little known species of moths (Lepidoptera: Psychidae, Tineidae, Pterophoridae, Alucitidae) of the fauna of Russia and neighboring territories X. Entomological Review 77(5): 574–588.
- (en) Zagulajev, A.K. (1999). New and Little Known Moth Species (Lepidoptera: Thyrididae, Brachodidae) in the Fauna of Russia and Neighboring Territories: XI1. Entomological Review 79(6): 679-690.
- (en) Zagulajev, A.K. (2000). New species of the multiplumed moth family Alucitidae (Lepidoptera) from Russia and adjacent territories: XII. Entomological Review 80(7): 813–821.